# Polubaše
Polubaše  je selo u Hrvatskoj, regiji Slavonija u Osječko-baranjskoj županiji i pripada gradu Našice.

## Zemljopisni položaj
Polubaše se nalaze na južnim obroncima Krndije uz rijeku Londžu, na 158 metara nadmorske visine. Istočno od Polubaša nalazi se selo Granice, južno Rozmajerovac a zapadno Stojčinovac,  jugozapadno sela Mokreš te Stari Zdenkovac i Novi Zdenkovac sela u općini Čaglin u susjednoj Požeško-slavonskoj županiji. Pripadajući poštanski broj je 31500 Našice, telefonski pozivni 031 i registarska pločica vozila NA (Našice). Površina katastarske jedinice naselja Polubaše je 1, 10 km·102 a pripada katastarskoj općini Sibokovac u Požeško-slavonskoj županiji.

## Stanovništvo
| broj stanovnika |       |       |       |       |       |       |       |       | 135   | 140   | 132   | 90    | 40    | 27    | 24    | 17    | 13    |
|                 | 1857. | 1869. | 1880. | 1890. | 1900. | 1910. | 1921. | 1931. | 1948. | 1953. | 1961. | 1971. | 1981. | 1991. | 2001. | 2011. | 2021. |

Iskazuje se kao naselje od 1948. Prema prvim rezultatima Popisa stanovništva 2011. u Polubašama je živjelo 17 stanovnika u 6 kućanstva.

## Povijest
Selo su naselili doseljenici iz Hrvatskog zagorja, iz mjesta Bednje te Gornjeg Jesenja koji su se bavili poljoprivredom i proizvodnjom drvenog ugljena pošto je ovaj kraj bogat šumama.
Danas se Polubaše suočavaju s odlaskom stanovništva i mogućnošću nestanka samog mjesta.

## Vanjska poveznica
- http://www.nasice.hr/

.